# 梳頜翼龍屬
梳頜翼龍屬又名凱提奈卡瑪龍，是翼龍目翼手龍亞目的一屬，生存於侏儸紀晚期。目前該屬已發現三種：羅氏梳頜翼龍（C. roemeri）、纖弱梳頜翼龍（C. elegans，原先是翼手龍屬的一種）、以及塔氏梳頜翼龍（C. taqueti）。化石發現於德國巴伐利亞州的索倫霍芬石灰岩（Solnhofen Limestone）、法國東部等地。最小的纖弱梳頜翼龍種，翼展長25公分。

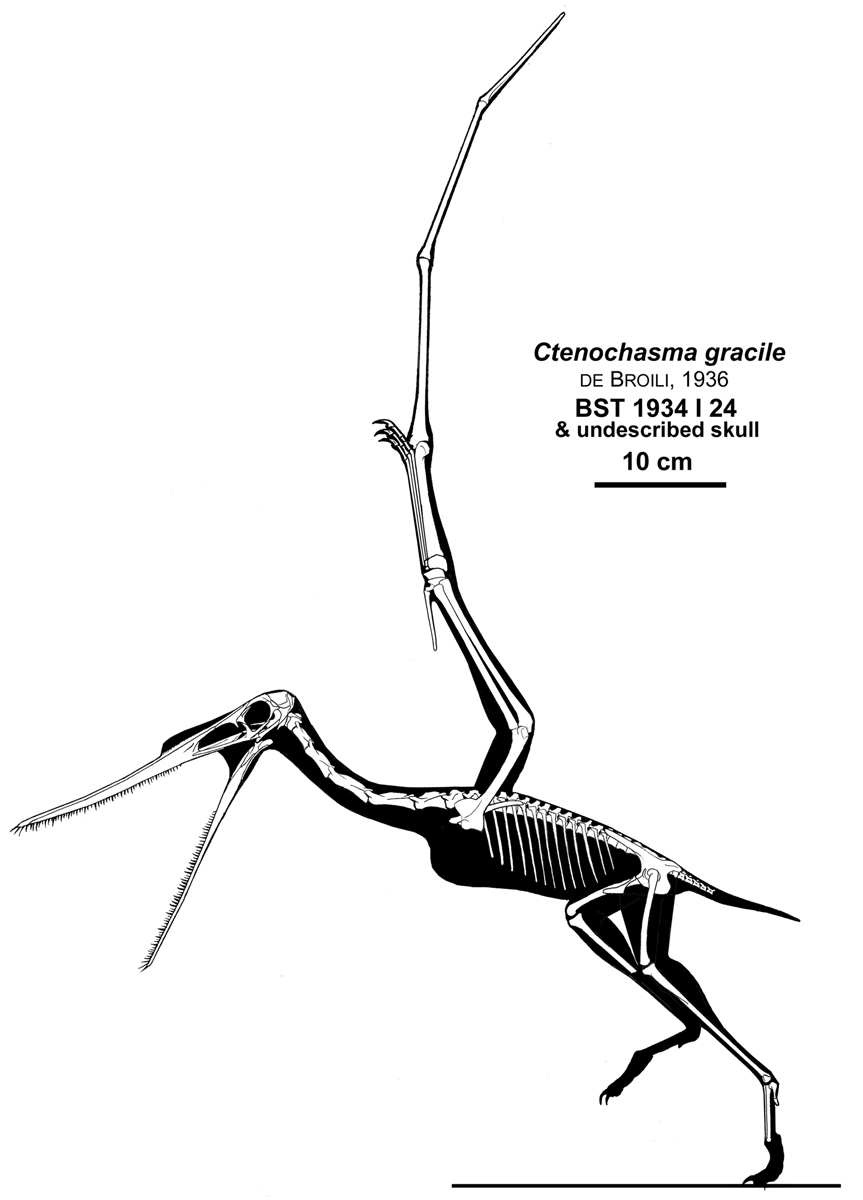
梳頜翼龍的骨骼重建图

## 發現與命名歷史

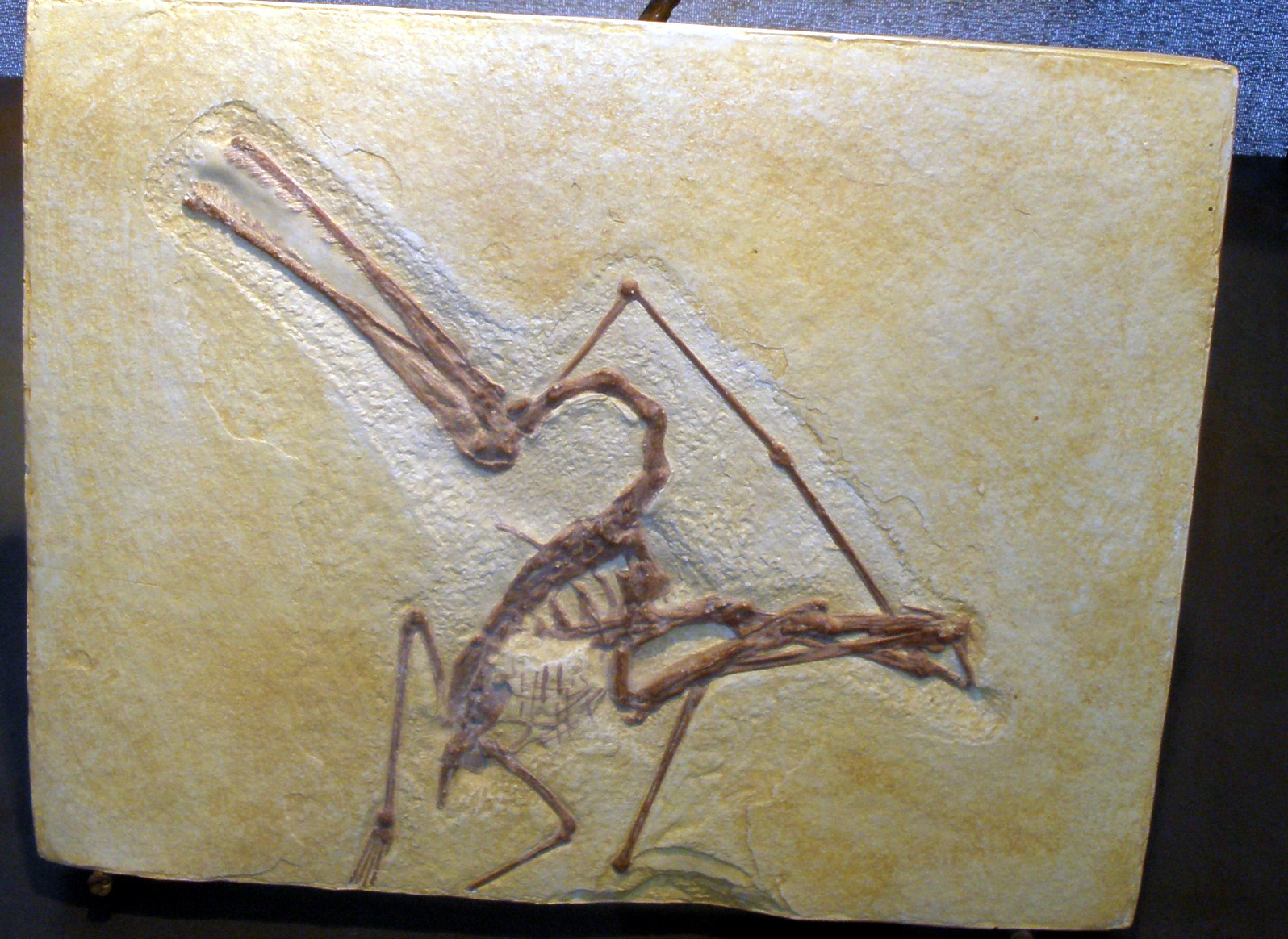
纖弱梳頜翼龍的化石

在1852年，德國古生物學家克莉斯汀·艾瑞克·赫爾曼·汪邁爾（Christian Erich Hermann von Meyer）將一個發現於索倫霍芬石灰岩層的下頜化石，建立為新屬，羅氏梳頜翼龍（C. roemeri）。屬名意為「梳子頜部」，意指其長而狹窄、緊密排列的梳子狀牙齒。在1861年，約翰·安德烈亞斯·瓦格納將一個完整標本命名為翼手龍屬的新種，纖弱翼手龍（C. elegans）。隔年，A. Oppel根據一個破碎的頭顱骨，建立為新種，纖細書頜翼龍（C. gracile）。這兩個種可能是同種動物，而Wagner較早命名，具有學理上的有效性，因此纖弱翼手龍改歸類於梳頜翼龍的一種，纖弱梳頜翼龍（C. elegans）。
在1981年，Paul de Buisonjé命名了新種，孔脊梳頜翼龍（C. porocristata），與其他種的主要差異在於口鼻部上側的頭冠。目前該種的頭冠被認為是種性徵、或個體成長的變化，而非物種間差異，因此該種目前普遍不被認為是獨立種。

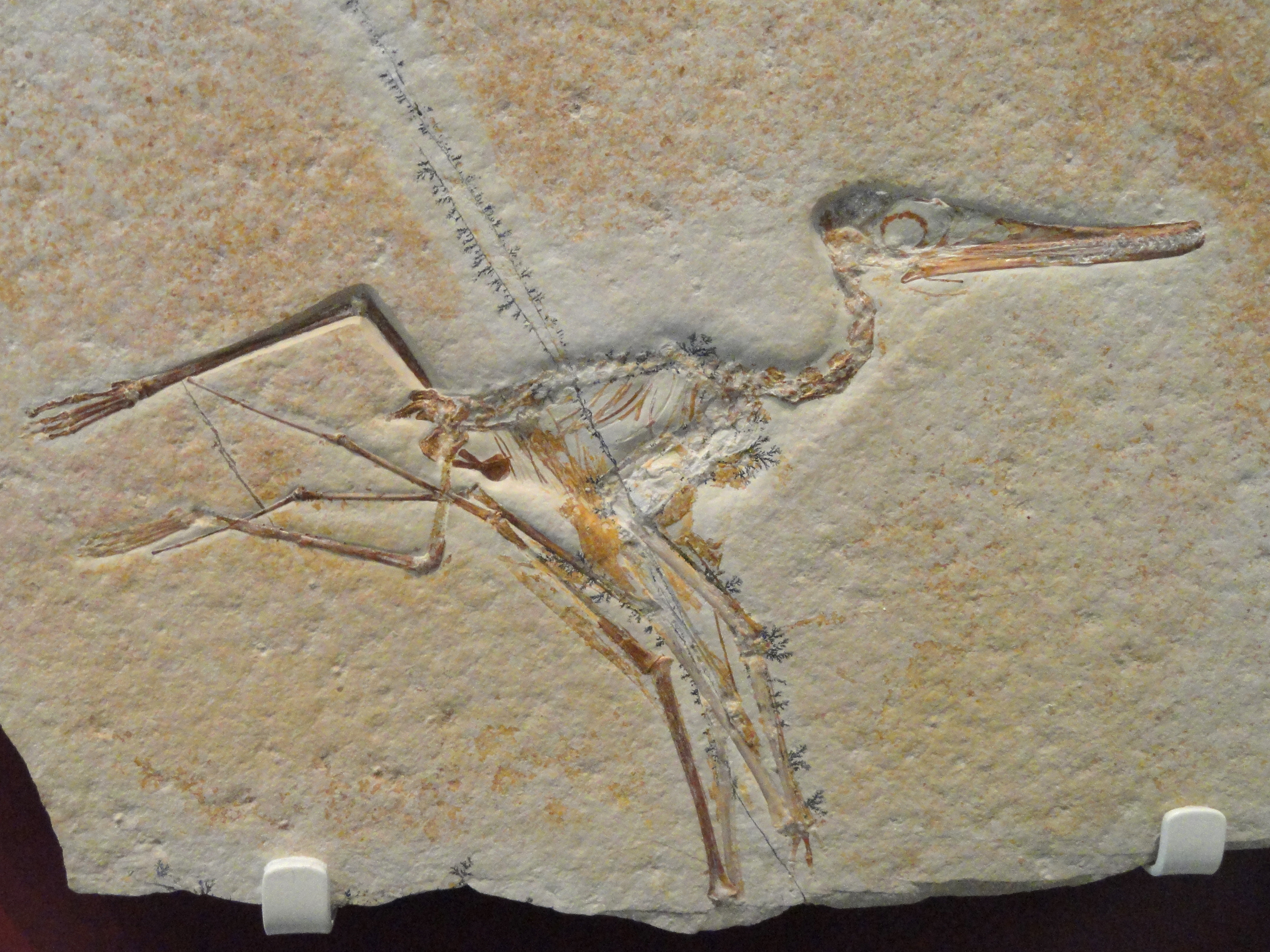
纖弱梳頜翼龍的幼年個體

在1972年，法國古生物學家菲利普·塔丘特（Philippe Taquet）對一個發現於法國的部分頭顱骨、完整腦殼，進行初步研究，但沒有進行命名。在2004年，翼龍類學家克里斯·班尼特（Chris Bennett）重新詳細地研究這個化石，提出這化石屬於梳頜翼龍，而且應該建立為新種。三年後，克里斯·班尼特將這化石建立為梳頜翼龍的新種，塔氏梳頜翼龍（C. taqueti）。種名是以進行最初研究的菲利普·塔丘特為名。

## 體徵

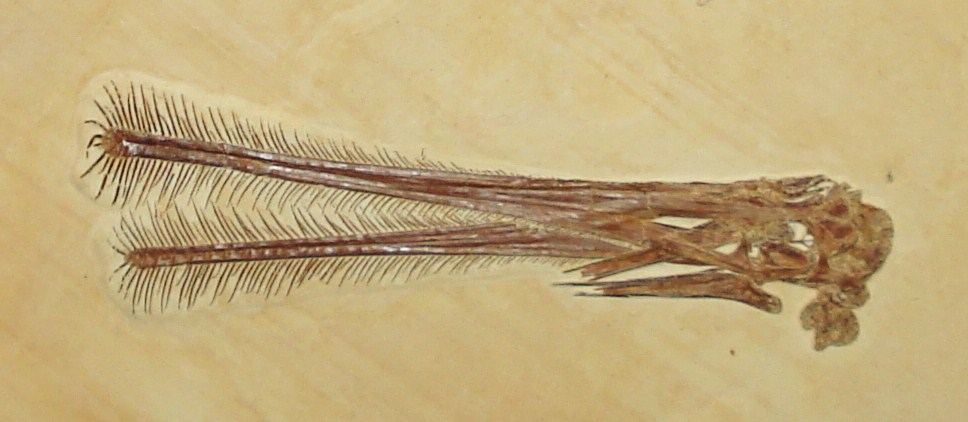
梳頜翼龍的頭顱骨

梳頜翼龍的最著名特徵，在於嘴部有超過數百顆梳子狀的小型牙齒，牙齒長而狹窄、緊密排列，形成梳子狀齒列，而嘴部延長而狹窄。研究人員推測，梳頜翼龍可能是濾食性動物，用梳子狀牙齒來撈起水，過濾水中的小型無脊椎動物為食。口鼻部前端成圓形、稍微翹起，牙齒分佈於口鼻部的前段到中段。
梳頜翼龍的成年個體，具有骨質頭冠；幼年個體則沒有發現頭冠。體型最小的種，纖弱梳頜翼龍，翼展約25公分。
在2011年，科學家比較翼龍類、現代鳥類與爬行動物的鞏膜環大小，提出梳頜翼龍可能是夜行性動物，生活方式可能類似現代夜行性海鳥；而掘頜龍、翼手龍屬可能屬於晝行性動物，兩者與梳頜翼龍生存於相同地區。梳頜翼龍可能是為了避免與以上物種爭奪相同食物來源，而錯開活躍時間。